# Appel au meurtre (film, 2002)
Pour les articles homonymes, voir Appel au meurtre.
Appel au meurtre (Liberty Stands Still) est un film germano-canadien réalisé par Kari Skogland, sorti en 2002.

## Synopsis
Liberty Wallace dirige avec son époux une société de fabrication d'armes à feu. Alors qu'elle se rend au théâtre sans garde du corps pour retrouver son amant, elle est prise en otage par un « sniper », Joe, qu'elle ne voit pas, qu'elle ne connait pas et qui veut venger la mort de sa fille. La journée avance, et une bombe risque d'exploser si les choses ne se passent pas telles que le terroriste l'a décidé ou si la batterie du portable de Liberty est déchargée.

## Fiche technique
- Titre : Appel au meurtre
- Titre original : Liberty Stands Still
- Réalisation : Kari Skogland
- Scénario : Kari Skogland
- Images : Denis Maloney
- Musique : Michael Convertino
- Production : Ogden Gavanski, Gary Pearl
- Pays d'origine : Allemagne, Canada
- Format : Couleurs - 1,85:1 (Spherical) - 35 mm
- Genre : Suspense
- Durée : 92 minutes
- Date de sortie : 18 janvier 2002 (US)
- Budget : 11 000 000 de dollars.

## Distribution
- Linda Fiorentino (VF : Deborah Perret) : Liberty Wallace
- Wesley Snipes (VF : Thierry Desroses) : Joe
- Oliver Platt (VF : Sylvain Lemarié) : Victor Wallace
- Tanya Allen : (VF : Brigitte Aubry) : May
- Roger Cross (VF : Jean-Paul Pitolin) : Officier Miller
- Hart Bochner : Hank Wilford
- Terry Chen : Officier Tom
- Suzette Meyers : Marsha L. Peters (journaliste)
- Scott J Ateah : l'officier de police
- Fulvio Cecere : Burt McGovern
- Gregory Calpakis : Vince
- Chiara Ohoven : Heidi
- Shawn Reis : Mel

## Autour du film
- L'action est censée se dérouler à Los Angeles mais le film a été tourné à Vancouver, au Canada.
- Phone Game de Joel Schumacher, sorti 8 mois après Appel au meurtre, fonctionne à peu près sur le même principe.